# Master boot record
Master boot record (MBR) er den sektion data af en computers harddisk som bruges til at starte styresystemet.
Master boot recorden indeholder 512B (bytes). 
De første 446B som kan anvendes til kodning. På Linux består koden af GRUB (boot loaderen) 1. trin.
Efterfølgende kommer 64B opdelt i 4 sektioner à 16B, som hver beskriver typen af de 4 partitioner, som harddisken kan opdeles i.

Eksempler på partitionstyper:

| 05 | Extended filsystem   |
| 83 | Linux filsystem      |
| 82 | swap                 |
| FD | Linux RAID           |
| 8E | Linux Volume Manager |

De sidste 2B er en identifier som (med koden AA 55) fortæller at man har nået slutningen af master boot recorden.